# Gaussia sewelli
Gaussia sewelli is een eenoogkreeftjessoort uit de familie van de Metridinidae. De wetenschappelijke naam van de soort is voor het eerst geldig gepubliceerd in 1973 door Saraswathy.